# Mikrobiologi

En klunga av bakterien Escherichia coli

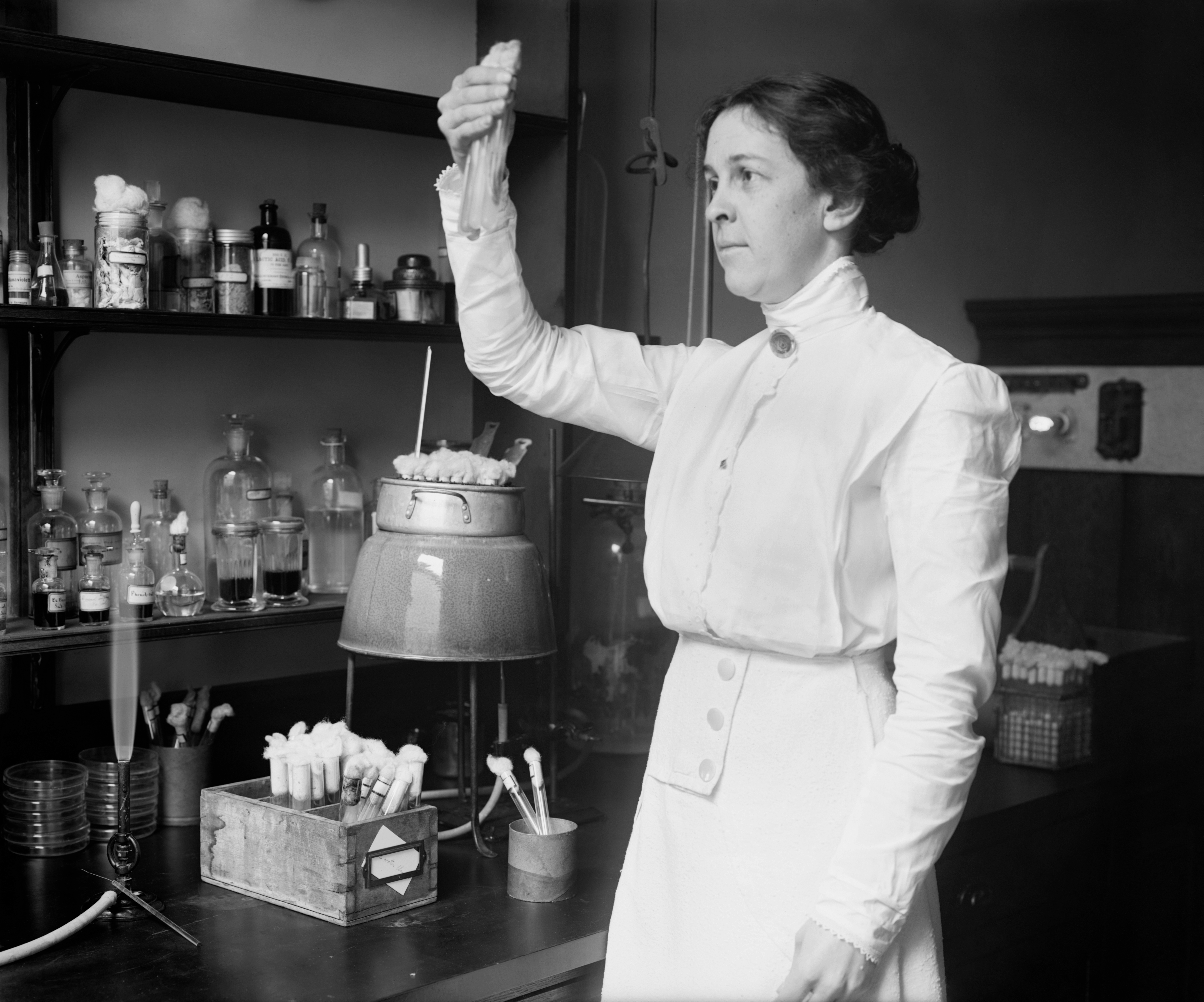
Den amerikanska mikrobiologen Alice C. Evans undersöker ett prov.

Mikrobiologi är läran om mikroorganismer. Begreppet mikrobiologi infördes av den franske kemisten Louis Pasteur (1822–1895). Mikroorganismer definierar organismer, vars diameter är mindre än 1 millimeter, samt är osynliga för det blotta ögat. Exempel på detta är bakterier, protozoer, arkéer, alger, svampar, prioner och virus. Dessa mikrober kan sedan delas in i tre olika kategorier: encelliga, flercelliga och acellulära organismer. Läran om individuella mikroorganismer kan delas in i olika underavdelningar: virologi (virus), bakteriologi (bakterier), mykologi (svampar), fykologi (alger) och protozoologi (protozoer).
Bakterier tillhör den prokaryota grenen, medan svampar tillhör de eukaryota organismerna. Virus är i strikt mening inte levande och kan därför inte passas in i någon av organismvärldens tre grenar.
Inom mikrobiologin är Escherichia coli och Saccharomyces cerevisiae viktiga modellorganismer.

## Mikrobiologins historia
Innan formella mikrobiologiska studier gjordes misstänkte en del vetenskapsmän att mikrober var förknippade med sjukdomar. Studier av mikroorganismer började före mikroskopets existens när den romanska filosofen Lucretius (98–55 f.v.t) och Girolamo Fracastoro på 1500-talet föreslog att sjukdomar orsakades av osynliga, levande organismer. De tidigaste mikroskopiska observationerna gjordes på bin och vivlar av Francesco Stelluti (1625–1630). Under 1600-talet gjordes de allra första mikroskopiska iakttagelserna, då Robert Hooke noterade viktiga observationer.
Under 1600-talet använde Robert Hooke en lins i sitt mikroskop som kunde förstora objekt upp till 30 gånger. Hooke var bland annat känd för sina studier av svamp. Dessutom publicerade Hooke boken Micrographia år 1665, där han myntade begreppet cell när han observerade skivor av kork under ett mikroskop. Robert Hooke ritade en bild av den mikroskopiska strukturen av korken där cellen bestod av väggar som inneslöt ett tomrum. Hookes arbete fortsattes av Matthias Schleiden och Theodor Schwann som senare formulerade cellteorin (1838–1839).
En annan vetenskapsman som studerade mikroorganismer var den holländske Antonie van Leeuwenhoek. Leeuwenhoek tillverkade över 250 mikroskop som bestod av två konvexa linser som hade en kortare brännvidd för att noggrant studera mikrobernas karaktäristiska drag och struktur. Dessa hundratals mikroskop kunde förstora objekt upp till 50 till 300 gånger. Även om vetenskapsmannens studier saknade formalitet för en vetenskaplig forskning, utgjorde hans studier en grundläggande betydelse för mikrobiologin. Anton Van Leeuwenhoek var den första vetenskapsmannen som producerade korrekta beskrivningar av bakterier och protozoer från regnvatten, brunnsvatten och dammar (1674). Leeuwenhoeks observationer av bakterier och protozoer finns dokumenterade i brev som skrevs till den dåvarande Royal Society i London.

### Mikrobiologins guldålder
Den senare hälften av 1800-talet kallas ofta för mikrobiologins guldålder. Under guldåldern utvecklades mikrobiologin till en modern disciplin av biologi, samt var omgiven av fyra centrala frågor: (1) kan liv uppstå från icke-liv, (2) kan mikrober orsaka sjukdomar, (3) hur stor är den mikrobiologiska mångfalden och (4) kan jord- och vattenmikrober utföra gynnsamma aktiviteter.
Den franska mikrobiologen Louis Pasteur (1822–1895) påbörjade sina studier om processer bakom fermentation av alkohol. Denna typ av kemisk procedur ansågs vara strikt i mitten av 1900-talet. Pasteur lyckades bevisa att jäsningsprocessen orsakades av metaboliska aktiviteter av jästceller. Mikrobiologen använde dessa insikter för att sedan motbevisa den rådande populära teorin om spontan generering. Teorin om spontan generering var en tanke av den grekiske Aristoteles, som trodde att enkla ryggradslösa djur kunde uppstå av död materia.  Teorin ifrågasattes av Francesco Redi som utförde experiment med ruttna köttbitar för att undersöka om fluglarver uppstod av köttet. Resultatet motbevisade teorin eftersom det inte uppstod liv hos köttbitarna.
Studier om sambandet mellan sjukdomar och mikroorganismer gjordes av mikrobiologen Robert Koch (1843–1910). Mikrobiologen undersökte infektionssjukdomar och var intresserad av att identifiera dess orsaksämnen. Koch lyckades 1876 isolera en bakteriekultur, med en förfinad renodlingsteknik, av Bacillus anthracis som orsakar mjältbrand. År 1882 upptäckte Robert Koch Mycobacterium tuberculosis, vilket orsakar tuberkulos. Två år senare publicerades Kochs postulat som utgör en viktig hörnsten av bakterieteorin, germ theory, om sjukdomar. Dessa postulater används fortfarande idag för att bevisa specifika orsaker till infektiösa sjukdomar.

## Tillämpning av mikrobiologi
Även om mikroorganismer huvudsakligen associeras med sjukdomar, finns det mikrober som är nödvändiga för allt liv på jorden. Dessa mikroorganismer är en avgörande faktor för viktiga biokemiska processer som näringscykler, nedbrytning av organiskt material, klimatförändringar, matsvinn, epidemiologi och bioteknik. Tack vare mikroorganismers mångsidighet kan de användas till att producera mediciner och biobränslen, samt motverka föroreningar. Bland annat kan mikroorganismer möjliggöra industriella processer som fermentation, vilket används för att tillverka alkohol, vinäger och mjölkprodukter.

### Livsmedel
Mikroorganismer används i dagens livsmedel och är betydande för livsmedel av olika skäl: (1) mikrober kan orsaka matsvinn, (2) mikroorganismer kan användas för att producera olika livsmedelsprodukter, (3) mikrobiella sjukdomar kan överföras via livsmedel.
Jästceller är ett exempel på en viktig mikrob som är en katalysator i produktionen av bakverk och alkoholdrycker.  Inom bakning används jästceller för att producera koldioxid i syfte att expandera degens storlek. Den kemiska processen av degens höjning och alkoholjäsning är följande:
C6H12O6 → 2C2H5OH + 2CO2(g)  

### Medicin
Inom medicinsk mikrobiologi anses majoriteten av mikroberna vara gynnsamma för den mänskliga hälsan. Däremot anses en minoritet, bestående av patogener, vara skadliga för människan. Sedan bakterieteorin om sjukdomar etablerades i samband med utvecklade renodlingstekniker, upptäcktes successivt orsakerna till sjukdomarna. En av de främsta anmärkningsvärda framgångar som gjordes inom medicin var utvecklingen av vacciner på 1790-talet. Däröver upptäcktes antibiotika eller Penicillium notatum år 1928 Alexander Flemming.